# ウィーロックのラテン語
ウィーロックのラテン語（英語: Wheelock's Latin）は、ラテン語の初級者向け教科書である。著者はアメリカ合衆国の古典学の教授、フレデリック・ウィーロック。初版のタイトルは『ラテン語』("Latin")だったが、第2版から『ラテン語．古典の作家に基づく入門書』("Latin: An Introductory Course Based on Ancient Authors")のタイトルとなっている。第4版からは『ウィーロックのラテン語文法』("Wheelock's Latin Grammar")となって著者名がタイトルに入り、最新の第7版は『ウィーロックのラテン語・第7版（ウィーロックのラテン語シリーズ）』("Wheelock's Latin 7th Edition (The Wheelock's Latin Series)")となり、著者名での呼称が定着した他、ラテン語教科書のシリーズ名にも著者名が入ったことが分かる。
章の順に文法項目を学び、ラテン語文法に関する予備知識はほとんど必要なく学べる体裁となっている。各章には豊富な翻訳の練習問題が設けられ、本書用に特別に作られた文も使われているが、大半の例文・練習問題は古典文献から直接引用されている。
「古代の文章」(Sententiae Antiquae)と題されたセクション、及び、読み物の部は、古典文献からの直接の引用か、若干編集されたものとなっている。古代ローマ文化に関する導入的な紹介文も随所に散りばめられている。
各章の最後には「ラテン語は楽しく有益だ」(Latina Est Gaudium — Et Utilis!）と題するセクションが設けられ、ラテン語による日常会話が紹介されている（例："Quid agis hodie?"「今日はお元気ですか？」）。同じセクションでは、ラテン語起源の英単語が紹介され、ラテン語と英語の言語学的なつながりについて解説がなされている。
初版は1956年、Barnes & Noble College Outline Seriesから出版され、21世紀の現在は第7版として出版が続けられている。第6版は韓国語（2005年）、第7版は中国語（2017年）にも翻訳されている。
最新の第7版(2011年)には、前言(foreword)、前書き(preface)、改訂版に関する解説、地図、豊富な写真資料が含まれている。読み物に登場するローマ時代の著者に関する情報も掲載されている。

## 出版歴
- 初版(1956年)：Wheelock F. M. - Latin（『ラテン語』）. New York: Barnes & Noble, 1956. xxxiii & 301 p. College Outline Series #104. $1.95. （出版当時、フレデリック・ウィーロック(1902-1987)はカゼノヴィア大学の人文学教授）
- 第2版(1960年)：Wheelock F. M. - Latin: An introductory course based on ancient authors（『ラテン語．古典の作家に基づく入門書』）. 2nd ed. New York : Barnes & Noble, 1960. xxxiii & 377 p
- 第3版(1963年)：Wheelock F. M. - Latin: An introductory course based on ancient authors（『ラテン語．古典の作家に基づく入門書』）. 3rd ed. New York : Barnes & Noble, 1963. xxxiii & 457 p. The Barnes and Noble Outline Series #104. （出版当時、ウィーロックはトレド大学の古典学の名誉教授）
- 第4版(1992年)：Wheelock F. M. - Wheelock's Latin Grammar（『ウィーロックのラテン語文法』）. 4th ed., revised. New York : Harper Collins, 1992. xxvi & 418 p.
- 第5版(1995年)：Wheelock F. M. and R. A. LaFleur. Wheelock's Latin 5th Edition（『ウィーロックのラテン語・第5版』）. New York: Harper Collins, 1995. xli & 498 p.
- 第6版(2000年)：Wheelock F. M. and R. A. LaFleur. Wheelock's Latin 6th Edition（『ウィーロックのラテン語・第6版』）. New York: Harper Collins, 2000. l & 510 p.
- 第6版（修正版）(2005年)：Wheelock F. M. and R. A. LaFleur. Wheelock's Latin 6th Edition, Revised（『ウィーロックのラテン語・第6版修正版』）. New York: Harper Collins, 2005. xlviii & 512 p.
- 第7版(2011年)：Wheelock F. M. and R. A. LaFleur. Wheelock's Latin 7th Edition (The Wheelock's Latin Series)（『ウィーロックのラテン語・第7版（ウィーロックのラテン語シリーズ）』）. New York: Harper Collins, 2011. xliv + 564 p. ISBN 978-0061997228.